# Daróczi Lajos (író)
Daróczi Lajos, családi nevén Daróczi Kiss (Zilah, 1903. április 3. – Nagyvárad, 1970. május 14.) magyar író, újságíró.

## Életútja
A zilahi Wesselényi Kollégiumban tanult, majd Nagyváradon jogot, Kolozsvárt református teológiát végzett. Pályáját nagyváradi lapoknál kezdte, 1932-33-ban az 5 Órai Újság felelős szerkesztője, 1940-től 1944-ig a Szabadság főszerkesztője. A Szigligeti Társaság tagja, 1940-től főtitkára. Riportjai jelentek meg a Keleti Újság, Ellenzék, Déli Hírlap, Temesvári Hírlap hasábjain, 1945-ben a nagyváradi Magyar Nép szerkesztője, 1968-tól a Fáklya munkatársa.
Első regénye a Gyeptörés  (Nagyvárad, 1932); Menekülés című regényét a nagyváradi Magyar Hírlap közölte folytatásokban (1933).